# 1696 au Canada
Pour un article plus général, voir Chronologie du Canada.
Cet article traite des événements qui se sont produits durant l'année 1696 au Canada.

## Événements
- Juillet : Expéditions contre les iroquois dirigé par le gouverneur Louis Buade de Frontenac.
- 15 août : Capture de Fort Pemaquid (1696) par d'Iberville et Jean-Vincent d'Abbadie de Saint-Castin.
- Septembre : La mission du Fort de la Montagne déménage au Fort Lorette.
- Novembre : Campagne de la péninsule d'Avalon.
- Construction du Château fort de Longueuil par Charles II Le Moyne.

## Naissances
- 19 avril : Esther Wheelwright, mère supérieure des Ursulines d'origine anglaise († 28 novembre 1780).
- 26 avril : Antoine Déat, prêtre sulpicien († 23 mars 1761).
- Élisabeth Bégon, écrivaine. († 1755)

## Décès
- Médard Chouart des Groseilliers, coureur des bois.